# Juan Manuel Olague
Juan Manuel Olague ist ein ehemaliger mexikanischer Fußballspieler auf der Position eines Stürmers.

## Laufbahn
Olague begann seine Profikarriere beim Club Deportivo Guadalajara, mit dem er in der Saison 1969/70 sowohl den Meistertitel als auch den Pokalwettbewerb und den Supercup gewann. In dem anschließend ausgetragenen Sonderturnier México 70, das wegen der Fußball-Weltmeisterschaft 1970 stattfand, war er mit neun Treffern erfolgreichster Torjäger seines Vereins.
Olague wechselte später zum Stadtrivalen Atlas Guadalajara, für den er nachweislich 1973 im Einsatz war.
Anschließend spielte Olague erneut beim CD Guadalajara und wechselte nach der Saison 1975/76 zu  Unión de Curtidores, für die er in den beiden folgenden Spielzeiten 29 Punktspiele in der Primera División absolvierte.

## Erfolge
- Mexikanischer Meister: 1969/70
- Mexikanischer Pokalsieger: 1970
- Mexikanischer Supercup: 1970